# Hirayama-Familie
Als Hirayama-Familien (nach dem japanischen Astronomen Kiyotsugu Hirayama, der ihre Existenz 1918 entdeckte) bezeichnet man in der Astronomie Gruppen von Asteroiden, die sich auf ähnlichen Bahnen um die Sonne bewegen.
Unter Familien versteht man in der Astronomie (im Zusammenhang mit Kleinplaneten) Konzentrationen von Asteroiden im Hauptgürtel, die ähnliche Bahnen haben, räumlich nahe beieinanderliegen und aus dem Zerfall größerer Objekte durch Zusammenstöße hervorgegangen sind.
Die Bruchstück aus den Hirayama-Familien, (24) Themis, (221) Eos und (158) Koronis, die in einem Fragmentierungsereignis entstanden sind, haben kein herausragendes größtes Mitglied, werden jedoch nach dem größten Objekt benannt. Sie bestehen aus mehreren Dutzend Einzelobjekten in einem Größenbereich von 30–50 km. Es wird angenommen, dass die Objekte im Inneren homogen sind und keinen großen Eisenkern aufweisen.